# ニューマーケットの戦い

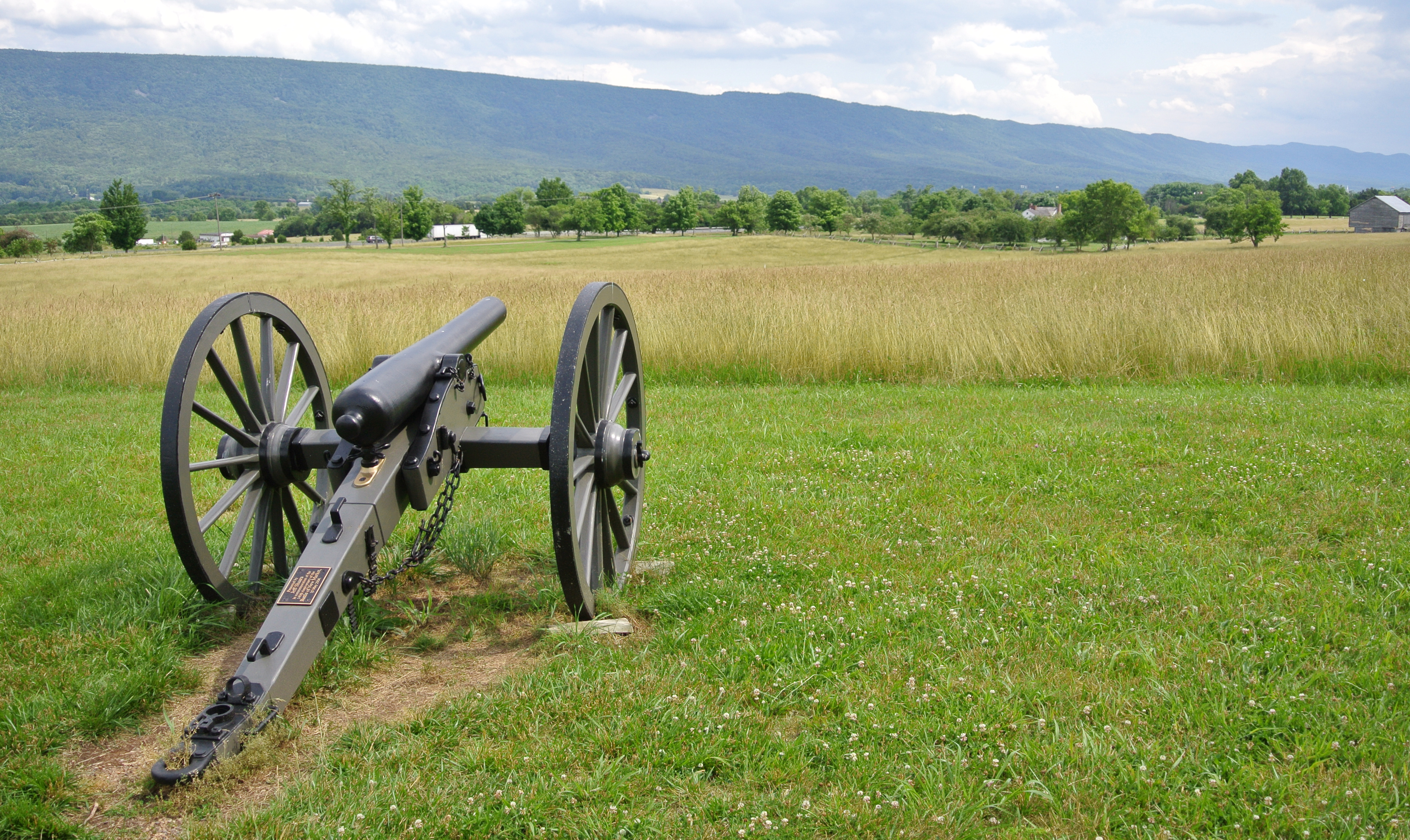
"Field of Lost Shoes".

ニューマーケットの戦いニューマーケットのたたかい、英:Battle of New Market）は、南北戦争で1864年のバレー方面作戦の1864年5月15日、バージニア州シェナンドー郡で行われた戦いである。バージニア士官学校の士官候補生部隊が南軍と共に戦い、北軍フランツ・シーゲル少将の部隊をシェナンドー渓谷から追い出すことになった。

## 背景
1864年春、ユリシーズ・グラント中将は南軍を降伏に追い込むために考えた大きな戦略にそって行動を開始した。グラントは、「私の最大の使命は...南軍が内陸の前線でもはや何も利点をもてないように圧力を与えることである」と判断した。戦略的に重要で農業資源の豊富なシェナンドー渓谷を抑えることがグラント将軍の作戦の要だった。バージニア州の東部でロバート・E・リー将軍の北バージニア軍と対抗する一方で、フランツ・シーゲル少将の10,000名の軍隊にはシェナンドー渓谷を確保してリー軍の側面を脅かすよう命令し、1864年のバレー方面作戦が始まった。
南軍のジョン・ブレッキンリッジ少将は、北軍がシェナンドー渓谷に入ってきたという報せを受け取り、その脅威を排除するためにあらゆる利用可能な部隊を結集させた。バージニア士官学校の士官候補生部隊はその半分以上が1年生であり、「ラッツ」と呼ばれたが、ブレッキンリッジの4,500名の古参兵からなる部隊に招集された。士官学校校長のスコット・シップ中佐に率いられた士官候補生たちは4日間で80マイル (130 km)を行軍し、ブレッキンリッジ将軍の南軍に合流した。士官候補生は予備役と考えられており、最も急を要する場合にのみ戦闘に駆り出されることになっていた。2つの部隊は1864年5月15日バージニア州ニューマーケットで合流した。好戦的なブレッキンリッジは、「私はあいつに向かっていく。我々は彼らを攻撃し打ち負かすことができるし、我々がそれをやるのだ！」と宣言した。士官候補生の側を馬で乗り過ぎるときに「紳士諸君、私はあなた達の今日の従軍を必要とはしないと思う。しかし必要とするときはあなた達がその任務を果たしてくれることも分かっている」と叫んだ。

## 戦闘

Battle of New Market
南軍
北軍

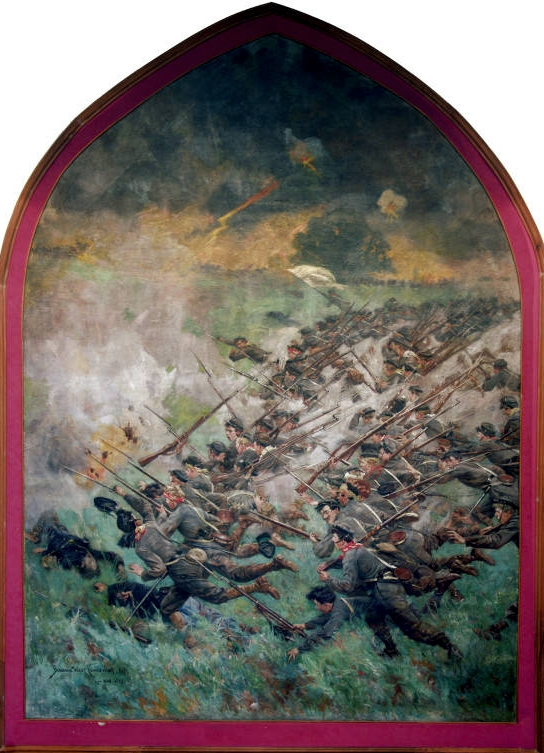
"ニューマーケットでの士官候補生の突撃" ベンジャミン・W・クラインディンスト画,1914

土砂降りの雨の中で南軍が南から前進を始めると町の中に置かれた北軍の大砲が南軍の前線に向けて発砲された。南軍歩兵部隊は町の西に配置されていた北軍散兵を払い除け、ジェイコブとサラ・ブッショングが所有する農園の北の尾根にそって陣を構えた北軍からライフル銃の射程内まで前進した。
士官候補生ジョン・ハワードは、ひどく傷ついた南軍の士官が側に横たわりながらその剣を振って灰色の前線（南軍兵）に前進を鼓舞しているのを見た。「また砲弾が爆発して、彼は倒れた。2度目だった。...剣を振ることが他の誰かにどれだけ影響するか私は分からないが、嵐の中を前進してきて、後退という道はないことは分かった」
士官候補生ギデオン・ダベンポートは「ひっきりなしに我々の周りで砲弾が炸裂した。そのうちの一つが我々の連隊旗を直撃した。...この頃に我々は一群の負傷した兵士の横を通ると彼らは我々を元気付けたが、我々を目掛けてきた砲弾が彼らの間で爆発し、彼らは沈黙した。突然前方に隙間ができた。我々の隊列にも隙間ができ、キャベル曹長、兵卒のホイールライト、クロケットおよびジョーンズが倒れて死に、他の者は負傷した。隙間は即座に埋められ、戦列は最良の状態で前進した。これ以上良いものはできそうになかった。」と回想した。士官候補生たちはまだ予備戦線にいたが、A中隊とB中隊が右手に、C中隊とD中隊が左手にブッショングの農家の周りを行軍する時に分かれなければならなかった。
南軍の前線はジェイコブ・ブッショングの果樹園と小麦畑を分離するレールフェンスで停止した。北軍のマスケット銃と大砲の集中砲火を浴びて、第51および第30バージニア歩兵連隊の右手と第62バージニア歩兵連隊の左手が崩壊した。シーゲルは南軍前線の混乱に乗じ攻撃を命令した。ブレッキンリッジはその前線の中央350フィート (100 m)の隙間を直ぐに埋めなければ戦線を放棄するしかないと理解した。参謀の一人がまだ使っていない士官候補生部隊の投入を提案した。「それはやらないつもりだ」とブレッキンリッジは答えた。「将軍、選択の余地は無い」と絶望感を覚えている士官が応じた。「彼らを前線に出せ」とブレッキンリッジは命じ、「この命令を神が許されますように」と付け加えた。
シップ中佐(24歳）と15歳から21歳の士官候補生257名 がフェンスに沿った隙間に入ったのは第34マサチューセッツ連隊が攻撃を始めたのと同時だった。士官候補生達が隙間に移動した直後の砲弾の破裂でシップが一瞬気を失い、致命傷であることを恐れて、士官候補生達に「銃剣装着」を命じ、指揮はヘンリー・ワイズ大佐に渡した。士官候補生ジョン・ハワードは、「それは通常のレールフェンスで高さ約4フィート (1.2 m)だったが、その一番高いレールを乗り越えようとすると少なくとも10フィート (3 m)の高さになり、敵の目標にされた。しかし、この障害を乗り越える時に私は後に残してきた者のことを考えなくなった。」と回想した。士官候補生達は北軍の突撃に遭いそれを撃退した。シップ中佐が覚醒し、南軍の前線が全体的に雨を吸い込み最近耕されたばかりの小麦畑をこえて前進しているのに気付いた。この畑は、士官候補生達が前進するにつれて泥の中に足を取られて多くの靴が脱げたままになったので、後に士官候補生が「失われた靴の畑」と渾名を付ける事になった。
一方シーゲルの歩兵隊はびくびくとまた効果の薄い攻撃をしており、その後血を吸い込んだ泥の中を後退した。シーゲルはその攻撃が失敗した結果を予測し、砲兵隊も後退させ始めた。北軍の前線が破れた時は両軍の間が数ヤードしか離れておらず、南軍が席捲した。士官候補生たちが突撃を行い、1門の大砲を捕獲し、第34マサチューセッツ連隊の多くの兵士を捕虜にした。士官候補生O・P・エバンスは大砲の上に上がり、誇らしく士官学校の軍旗を振った。ブレッキンリッジ将軍が馬で駆け寄り、帽子を脱いで「良くやった！」と叫んだ。
シーゲル将軍は北のストラスバーグまで急速に撤退し、シェナンドー渓谷そのものをブレッキンリッジ将軍の部隊と活気ある士官候補生たちに明け渡した。

## 士官候補生の損失
この戦闘でバージニア士官学校の士官候補生にも損失が出た。10人の士官候補生が即死するかこのときの傷が因で後に死亡した。
| 士官候補生                                                                                    | 出身地                             | 階級および中隊 | 備考               |
| --------------------------------------------------------------------------------------------- | ---------------------------------- | -------------- | ------------------ |
| サミュエル・フランシス・アトウィル                                                            | バージニア州アトウィルトン         | 伍長、A中隊    | 戦闘の66日後に死亡 |
| ウィリアム・ヘンリー・キャベル                                                                | バージニア州リッチモンド           | 曹長、D中隊    | 戦死               |
| チャールズ・ゲイ・クロケット                                                                  | バージニア州                       | 兵卒、D中隊    | 戦死               |
| アルバ・カーティス・ハーツフィールド                                                          | ノースカロライナ州ウェイク郡       | 兵卒、D中隊    | 戦闘の42日後に死亡 |
| ルーサー・ケリー・ヘインズ                                                                    | バージニア州                       | 兵卒、B中隊    | 戦闘の1月後に死亡  |
| トマス・ガーランド・ジェファーソン （トマス・ジェファーソンの子孫）                           | バージニア州アメリア郡             | 兵卒、B中隊    | 戦闘の3日後に死亡  |
| ヘンリー・ジェンナー・ジョーンズ                                                              | バージニア州キングウィリアム郡     | 兵卒、D中隊    | 戦死               |
| ウィリアム・ヒュー・マクドウェル （作家エレーヌ・マリー・アルフィンによる「幽霊士官候補生」） | ノースカロライナ州ビーティフォード | 兵卒、B中隊    | 戦死               |
| ジャクリーヌ・ビバリー・スタナード                                                            | バージニア州オレンジ               | 兵卒、B中隊    | 戦死               |
| ジョセフ・クリストファー・ホイールライト                                                      | バージニア州ウェストモアランド郡   | 兵卒、C中隊    | 戦闘の18日後に死亡 |

ニューマーケット・デーが毎年バージニア士官学校のニューマーケット部隊の記念碑「バージニア戦没者慰霊碑」の前で行われている。1864年の部隊に参加した全ての士官候補生の名前が碑に刻まれており、死亡した10人のうち6人がこの場所に埋葬されている。儀式はニューマーケットで命を落とした士官候補生の名前を点呼する。これは1887年から始まった。戦死した士官候補生に名前が読み上げられると、同じ中隊の代表者が「戦場で名誉の戦死」と答える。